# Neophascogale lorentzi
Neophascogale lorentzi é uma espécie de marsupial da família Dasyuridae. É a única espécie descrita para o gênero Neophascogale. Endêmica da Nova Guiné.
- Nome Popular: Dasyuro-salpicado

- Nome Científico: Neophascogale lorentzi (Jentink, 1911)

- Sinônimo do nome cientifico da espécie: Neophascogale nouhuysii; Phascogale venusta;

## Características
O peso varia entre 200 e 250g; o comprimento do corpo varia de 16–23 cm e a cauda de 13–16 cm. Como o próprio nome sugere, seu pelo é cinza escuro salpicado com longos pelos brancos, na cauda a ponta é branca. Tem presas curtas, patas com garras poderosas e longas em todos os dedos, usa para cavar larvas, formigas e insetos.

## Hábitos alimentares
Alimentam-se de insetos, répteis e anfíbios;

## Habitat
Vive em regiões montanhosas, em altitudes de 1500 a 3000m de altura nas Montanhas de Weyland no oeste até o monte Hagen no oeste;

## Distribuição Geográfica
Cordilheira central de Nova Guiné;

## Subespécies
- Subespécie: Neophascogale lorentzi nouhuysii? (Jentink, 1911)

Sinônimo do nome científico da subespécie: Phascogale nouhuysi;
Nota: Sinônimo de Neophascogale lorentzi;
Local: Ilha Bivak, Irian Jaya;
- Subespécie: Neophascogale lorentzi rubrata? (Thomas, 1922)

Sinônimo do nome científico da subespécie: Phascogale venusta rubrata;
Nota: Sinônimo de Neophascogale lorentzi;
Local: Monte Goliath, centro de Irian Jaya;
- Subespécie: Neophascogale lorentzi venusta? (Thomas, 1921)

Sinônimo do nome científico da subespécie: Phascogale venusta; Phascogale lorentzi venusta;
Nota: Sinônimo de Neophascogale lorentzi;
Local: Montes Weyland, Irian Jaya;